# Spelartrupper under Copa América 1995
Den här artikeln innehåller alla trupper till Copa América 1995 som spelades i Uruguay 5–23 juli 1995. Matcher, mål och klubbadress i trupplistan gäller före turneringens start den 5 juli.

## Grupp A

### Mexiko
Förbundskapten:  Miguel Mejía Barón
| Nr | Pos. | Namn                 | Födelsedatum (ålder)     | Matcher | Mål |        | Klubb         |
| -- | ---- | -------------------- | ------------------------ | ------- | --- | ------ | ------------- |
| 1  | MV   | Óscar Pérez Rojas    | 1 februari 1973 (22 år)  |         |     | Mexiko | Cruz Azul     |
| 2  | F    | Claudio Suárez       | 17 december 1968 (26 år) |         |     | Mexiko | UNAM Pumas    |
| 3  | F    | Juan Ramírez Perales | 8 mars 1969 (26 år)      |         |     | Mexiko | Monterrey     |
| 4  | F    | Ignacio Ambríz       | 7 februari 1965 (30 år)  |         |     | Mexiko | Necaxa        |
| 5  | F    | Ramón Ramírez        | 5 december 1969 (25 år)  |         |     | Mexiko | Guadalajara   |
| 6  | MF   | Marcelino Bernal     | 27 maj 1962 (33 år)      |         |     | Mexiko | Club Toluca   |
| 7  | A    | Carlos Hermosillo    | 24 augusti 1964 (30 år)  |         |     | Mexiko | Cruz Azul     |
| 8  | MF   | Alberto García Aspe  | 11 maj 1967 (28 år)      |         |     | Mexiko | Necaxa        |
| 9  | A    | Jorge Campos         | 15 oktober 1966 (28 år)  |         |     | Mexiko | UNAM Pumas    |
| 10 | A    | Luis García          | 1 juni 1969 (26 år)      |         |     | Mexiko | Club América  |
| 11 | A    | Luis Roberto Alves   | 23 maj 1967 (28 år)      |         |     | Mexiko | Club América  |
| 12 | MV   | Nicolás Navarro      | 17 februari 1963 (32 år) |         |     | Mexiko | Necaxa        |
| 13 | F    | Manuel Vidrio        | 23 augusti 1973 (21 år)  |         |     | Mexiko | Guadalajara   |
| 14 | MF   | Joaquín del Olmo     | 20 april 1969 (26 år)    |         |     | Mexiko | Club América  |
| 15 | MF   | Missael Espinoza     | 12 april 1965 (30 år)    |         |     | Mexiko | Guadalajara   |
| 16 | MF   | Alberto Coyote       | 26 mars 1967 (28 år)     |         |     | Mexiko | Guadalajara   |
| 17 | MF   | Benjamín Galindo     | 11 december 1960 (34 år) |         |     | Mexiko | Santos Laguna |
| 18 | F    | Gerardo Esquivel     | 13 januari 1966 (29 år)  |         |     | Mexiko | Necaxa        |
| 19 | A    | Manuel Martínez      | 3 januari 1972 (23 år)   |         |     | Mexiko | Guadalajara   |
| 20 | MF   | Jorge Rodríguez      | 18 april 1968 (27 år)    |         |     | Mexiko | Club Toluca   |
| 21 | F    | Raúl Gutiérrez       | 16 oktober 1966 (28 år)  |         |     | Mexiko | Club América  |
| 22 | A    | Luis Miguel Salvador | 22 februari 1968 (27 år) |         |     | Mexiko | Atlante FC    |

### Paraguay
Förbundskapten:   Ladislao Kubala
| Nr | Pos. | Namn                   | Födelsedatum (ålder)      | Matcher | Mål |           | Klubb                            |
| -- | ---- | ---------------------- | ------------------------- | ------- | --- | --------- | -------------------------------- |
| 1  | MV   | Rubén Ruiz Díaz        | 11 november 1969 (25 år)  |         |     | Mexiko    | Monterrey                        |
| 2  | F    | Silvio Suárez          | 5 januari 1969 (26 år)    |         |     | Paraguay  | Club Olimpia                     |
| 3  | F    | Juan Ramón Jara        | 6 augusti 1970 (24 år)    |         |     | Argentina | CA Rosario Central               |
| 4  | F    | Juan Carlos Villamayor | 5 mars 1969 (26 år)       |         |     | Paraguay  | Cerro Porteño                    |
| 5  | F    | Carlos Gamarra         | 17 februari 1971 (24 år)  |         |     | Paraguay  | Cerro Porteño                    |
| 6  | F    | Celso Ayala            | 20 augusti 1970 (24 år)   |         |     | Argentina | River Plate                      |
| 7  | A    | Richard Báez           | 31 juli 1973 (21 år)      |         |     | Paraguay  | Club Olimpia                     |
| 8  | MF   | Estanislao Struway     | 25 juni 1968 (27 år)      |         |     | Paraguay  | Cerro Porteño                    |
| 9  | A    | José Cardozo           | 19 mars 1971 (24 år)      |         |     | Mexiko    | Toluca                           |
| 10 | MF   | Roberto Acuña          | 25 mars 1972 (23 år)      |         |     | Argentina | CA Boca Juniors                  |
| 11 | A    | Jorge Luis Campos      | 11 augusti 1970 (24 år)   |         |     | Paraguay  | Club Olimpia                     |
| 12 | MV   | Jorge Battaglia        | 12 maj 1960 (35 år)       |         |     | Paraguay  | Club Olimpia                     |
| 13 | F    | Osvaldo Peralta        | 2 februari 1971 (24 år)   |         |     | Paraguay  | Club Guaraní                     |
| 14 | MF   | Nery Ortíz             | 16 mars 1973 (22 år)      |         |     | Paraguay  | Club Guaraní                     |
| 15 | MF   | Julio César Enciso     | 5 augusti 1974 (20 år)    |         |     | Paraguay  | Cerro Porteño                    |
| 16 | F    | Francisco Arce         | 2 april 1971 (24 år)      |         |     | Brasilien | Grêmio Foot-Ball Porto Alegrense |
| 17 | MF   | Gustavo Sotelo         | 16 mars 1968 (27 år)      |         |     | Brasilien | Cruzeiro                         |
| 18 | A    | Edgar Denis            | 11 september 1978 (16 år) |         |     | Paraguay  | Cerro Corá                       |
| 19 | MF   | Francisco Esteche      | 12 november 1973 (21 år)  |         |     | Paraguay  | Club Olimpia                     |
| 20 | MF   | Adriano Samaniego      | 8 september 1963 (31 år)  |         |     | Paraguay  | Club Olimpia                     |
| 21 | MF   | Pedro Sarabia          | 5 juli 1975 (20 år)       |         |     | Paraguay  | Club Sport COL                   |
| 22 | MV   | Danilo Aceval          | 15 september 1975 (19 år) |         |     | Paraguay  | Cerro Porteño                    |

### Uruguay
Förbundskapten:  Héctor Núñez
| Nr | Pos. | Namn               | Födelsedatum (ålder)      | Matcher | Mål |           | Klubb             |
| -- | ---- | ------------------ | ------------------------- | ------- | --- | --------- | ----------------- |
| 1  | MV   | Fernando Alvez     | 4 september 1959 (35 år)  |         |     | Uruguay   | River Plate       |
| 2  | F    | Oscar Aguirregaray | 25 oktober 1959 (35 år)   |         |     | Uruguay   | Peñarol           |
| 3  | F    | Eber Moas          | 21 mars 1969 (26 år)      |         |     | Colombia  | América de Cali   |
| 4  | F    | José Oscar Herrera | 17 juni 1965 (30 år)      |         |     | Italien   | Cagliari          |
| 5  | F    | Álvaro Gutiérrez   | 21 juli 1968 (26 år)      |         |     | Uruguay   | Nacional          |
| 6  | F    | Edgardo Adinolfi   | 27 mars 1973 (22 år)      |         |     | Uruguay   | River Plate       |
| 7  | A    | Marcelo Otero      | 14 april 1971 (24 år)     |         |     | Uruguay   | Peñarol           |
| 8  | MF   | Pablo Bengoechea   | 27 juni 1965 (30 år)      |         |     | Uruguay   | Peñarol           |
| 9  | A    | Daniel Fonseca     | 13 september 1969 (25 år) |         |     | Italien   | AS Roma           |
| 10 | A    | Enzo Francescoli   | 12 november 1961 (33 år)  |         |     | Argentina | River Plate       |
| 11 | MF   | Gus Poyet          | 15 november 1967 (27 år)  |         |     | Spanien   | Real Zaragoza     |
| 12 | MV   | Claudio Arbiza     | 3 mars 1967 (28 år)       |         |     | Paraguay  | Club Olimpia      |
| 13 | A    | Rubén da Silva     | 11 april 1968 (27 år)     |         |     | Argentina | CA Boca Juniors   |
| 14 | F    | Gustavo Méndez     | 3 februari 1971 (24 år)   |         |     | Uruguay   | Nacional          |
| 15 | MF   | Marcelo Saralegui  | 18 maj 1971 (24 år)       |         |     | Argentina | Racing Club       |
| 16 | F    | Luis Diego López   | 22 augusti 1974 (20 år)   |         |     | Uruguay   | River Plate       |
| 17 | A    | Sergio Martínez    | 15 februari 1969 (26 år)  |         |     | Argentina | CA Boca Juniors   |
| 18 | F    | Tabaré Silva       | 30 augusti 1974 (20 år)   |         |     | Uruguay   | Defensor Sporting |
| 19 | MF   | Nelson Abeijón     | 27 juli 1973 (21 år)      |         |     | Uruguay   | Nacional          |
| 20 | A    | Rubén Sosa         | 25 april 1966 (29 år)     |         |     | Italien   | Inter             |
| 21 | MF   | Diego Dorta        | 31 december 1971 (23 år)  |         |     | Uruguay   | Peñarol           |
| 22 | MV   | Oscar Ferro        | 2 mars 1967 (28 år)       |         |     | Uruguay   | Peñarol           |

### Venezuela
Förbundskapten:  Rafael Santana
| Nr | Pos. | Namn                | Födelsedatum (ålder)      | Matcher | Mål |           | Klubb               |
| -- | ---- | ------------------- | ------------------------- | ------- | --- | --------- | ------------------- |
| 1  | MV   | Rafael Dudamel      | 7 januari 1973 (22 år)    |         |     | Venezuela | El Vigía            |
| 2  | F    | Héctor Rivas        | 27 september 1968 (26 år) |         |     | Venezuela | Marítimo            |
| 3  | F    | Elvis Martínez      | 4 oktober 1970 (24 år)    |         |     | Venezuela | Caracas Fútbol Club |
| 4  | F    | Marcos Mathías      | 15 maj 1963 (32 år)       |         |     | Venezuela | Trujillanos         |
| 5  | MF   | Sergio Hernández    | 31 januari 1971 (24 år)   |         |     | Venezuela | Táchira             |
| 6  | F    | Edson Tortolero     | 27 augusti 1971 (23 år)   |         |     | Venezuela | Minervén            |
| 7  | MF   | Leonardo González   | 14 juli 1972 (22 år)      |         |     | Venezuela | Trujillanos         |
| 8  | MF   | Gerson Díaz         | 11 februari 1972 (23 år)  |         |     | Venezuela | Caracas Fútbol Club |
| 9  | A    | José Luis Dolgetta  | 1 augusti 1970 (24 år)    |         |     | Venezuela | Táchira             |
| 10 | MF   | Gabriel Miranda     | 20 augusti 1968 (26 år)   |         |     | Venezuela | Caracas Fútbol Club |
| 11 | A    | Juan Enrique García | 16 april 1970 (25 år)     |         |     | Venezuela | Minervén            |
| 12 | MV   | Félix Golindano     | 12 mars 1974 (21 år)      |         |     | Venezuela | Trujillanos         |
| 13 | F    | Luis Filosa         | 15 februari 1973 (22 år)  |         |     | Venezuela | Mineros             |
| 14 | MF   | William González    | 27 december 1969 (25 år)  |         |     | Venezuela | Mineros             |
| 15 | MF   | Alexander Hezzel    | 12 augusti 1964 (30 år)   |         |     | Venezuela | Caracas Fútbol Club |
| 16 | A    | Dioni Guerra        | 27 september 1971 (23 år) |         |     | Venezuela | Minervén            |
| 17 | A    | Edson Rodríguez     | 24 juli 1970 (24 år)      |         |     | Venezuela | Sport Maritimo      |
| 18 | F    | Jesús Valbuena      | 28 juli 1969 (25 år)      |         |     | Venezuela | Trujillanos         |
| 19 | F    | Carlos José García  | 12 november 1971 (23 år)  |         |     | Venezuela | Minervén            |
| 20 | MF   | Wilson Chacón       | 11 maj 1971 (24 år)       |         |     | Venezuela | Táchira             |
| 21 | A    | Stalin Rivas        | 5 september 1971 (23 år)  |         |     | Venezuela | Caracas Fútbol Club |
| 22 | MV   | Gilberto Angelucci  | 7 augusti 1967 (27 år)    |         |     | Argentina | San Lorenzo         |

## Grupp B

### Brasilien
Förbundskapten:  Mario Zagallo
| Nr | Pos. | Namn             | Födelsedatum (ålder)      | Matcher | Mål |               | Klubb            |
| -- | ---- | ---------------- | ------------------------- | ------- | --- | ------------- | ---------------- |
| 1  | MV   | Cláudio Taffarel | 8 maj 1966 (29 år)        |         |     | Brasilien     | Atlético Mineiro |
| 2  | F    | Jorginho         | 17 augusti 1964 (30 år)   |         |     | Japan         | Kashima Antlers  |
| 3  | F    | Aldair           | 30 november 1965 (29 år)  |         |     | Italien       | AS Roma          |
| 4  | F    | Ronaldão         | 19 juni 1965 (30 år)      |         |     | Japan         | Shimizu S-Pulse  |
| 5  | MF   | César Sampaio    | 31 mars 1968 (27 år)      |         |     | Japan         | Yokohama Flugels |
| 6  | F    | Roberto Carlos   | 10 april 1973 (22 år)     |         |     | Brasilien     | Palmeiras        |
| 7  | A    | Edmundo          | 2 april 1971 (24 år)      |         |     | Brasilien     | Flamengo         |
| 8  | MF   | Dunga            | 31 oktober 1963 (31 år)   |         |     | Japan         | Jubilo Iwata     |
| 9  | A    | Tulio            | 2 juni 1969 (26 år)       |         |     | Brasilien     | Botafogo         |
| 10 | MF   | Juninho Paulista | 22 februari 1973 (22 år)  |         |     | Brasilien     | São Paulo FC     |
| 11 | MF   | Zinho            | 17 juni 1967 (28 år)      |         |     | Japan         | Yokohama Flugels |
| 12 | MV   | Danrlei          | 18 april 1973 (22 år)     |         |     | Brasilien     | Grêmio           |
| 13 | F    | Rodrigo          | 19 mars 1973 (22 år)      |         |     | Brasilien     | Vitória          |
| 14 | F    | André Cruz       | 20 september 1968 (26 år) |         |     | Italien       | SSC Napoli       |
| 15 | MF   | Narciso          | 23 december 1973 (21 år)  |         |     | Brasilien     | Santos           |
| 16 | MF   | Leandro Corona   | 6 april 1971 (24 år)      |         |     | Brasilien     | Vasco da Gama    |
| 17 | MF   | Beto             | 7 januari 1975 (20 år)    |         |     | Brasilien     | Botafogo         |
| 18 | MF   | Leonardo         | 5 september 1969 (25 år)  |         |     | Japan         | Kashima Antlers  |
| 19 | MF   | Souza            | 6 juni 1975 (20 år)       |         |     | Brasilien     | Corinthians      |
| 20 | A    | Ronaldo          | 22 september 1976 (18 år) |         |     | Nederländerna | PSV Eindhoven    |
| 21 | MF   | Sávio            | 9 januari 1974 (21 år)    |         |     | Brasilien     | Flamengo         |
| 22 | MV   | Dida             | 7 oktober 1973 (21 år)    |         |     | Brasilien     | Cruzeiro         |

### Colombia
Förbundskapten:  Hernán Darío Gómez
| Nr | Pos. | Namn                  | Födelsedatum (ålder)      | Matcher | Mål |           | Klubb                  |
| -- | ---- | --------------------- | ------------------------- | ------- | --- | --------- | ---------------------- |
| 1  | MV   | René Higuita          | 28 augusti 1966 (28 år)   |         |     | Colombia  | Atlético Nacional      |
| 2  | F    | José Santa            | 12 november 1970 (24 år)  |         |     | Colombia  | Atlético Nacional      |
| 3  | F    | Alexis Mendoza        | 8 november 1961 (33 år)   |         |     | Colombia  | Atlético Junior        |
| 4  | F    | Alex Fernández        | 22 maj 1970 (25 år)       |         |     | Colombia  | Independiente Medellín |
| 5  | F    | Jorge Bermúdez        | 18 juni 1971 (24 år)      |         |     | Colombia  | América de Cali        |
| 6  | MF   | Hermán Gaviria        | 27 november 1969 (25 år)  |         |     | Colombia  | Atlético Nacional      |
| 7  | A    | Miguel Angel Guerrero | 7 december 1967 (27 år)   |         |     | Italien   | AS Bari                |
| 8  | MF   | John Harold Lozano    | 30 mars 1972 (23 år)      |         |     | Brasilien | Palmeiras              |
| 9  | A    | Níver Arboleda        | 12 december 1967 (27 år)  |         |     | Colombia  | Deportivo Cali         |
| 10 | MF   | Carlos Valderrama     | 2 september 1961 (33 år)  |         |     | Colombia  | Atlético Junior        |
| 11 | A    | Faustino Asprilla     | 10 november 1969 (25 år)  |         |     | Italien   | Parma                  |
| 12 | MV   | Miguel Calero         | 14 april 1971 (24 år)     |         |     | Colombia  | Deportivo Cali         |
| 13 | F    | Wilmer Cabrera        | 15 september 1967 (27 år) |         |     | Colombia  | América de Cali        |
| 14 | MF   | Leonel Álvarez        | 29 juli 1965 (29 år)      |         |     | Colombia  | América de Cali        |
| 15 | MF   | Bonner Mosquera       | 2 december 1970 (24 år)   |         |     | Colombia  | Millonarios            |
| 16 | A    | Víctor Aristizábal    | 9 december 1971 (23 år)   |         |     | Colombia  | Atlético Nacional      |
| 17 | A    | Freddy León           | 24 september 1970 (24 år) |         |     | Colombia  | Millonarios            |
| 18 | F    | James Cardona         | 30 mars 1967 (28 år)      |         |     | Colombia  | América de Cali        |
| 19 | MF   | Freddy Rincón         | 14 augusti 1966 (28 år)   |         |     | Italien   | SSC Napoli             |
| 20 | MF   | Luis Manuel Quiñonez  | 5 oktober 1968 (26 år)    |         |     | Colombia  | Once Caldas            |
| 21 | MF   | Francisco Cassiani    | 10 januari 1970 (25 år)   |         |     | Colombia  | Atlético Junior        |
| 22 | MV   | Oscar Córdoba         | 3 februari 1970 (25 år)   |         |     | Colombia  | América de Cali        |

### Ecuador
Head coach: Francisco Maturana
| Nr | Pos. | Namn                    | Födelsedatum (ålder)      | Matcher | Mål |           | Klubb             |
| -- | ---- | ----------------------- | ------------------------- | ------- | --- | --------- | ----------------- |
| 1  | MV   | José Francisco Cevallos | 11 april 1971 (24 år)     |         |     | Ecuador   | Barcelona         |
| 2  | F    | Juan Guamán             | 27 juni 1965 (30 år)      |         |     | Ecuador   | LDU Quito         |
| 3  | F    | Máximo Tenorio          | 30 september 1969 (25 år) |         |     | Ecuador   | Emelec            |
| 4  | F    | Luis Capurro            | 1 maj 1961 (34 år)        |         |     | Ecuador   | Emelec            |
| 5  | F    | Iván Hurtado            | 16 augusti 1974 (20 år)   |         |     | Ecuador   | Emelec            |
| 6  | MF   | Nixon Carcelén          | 10 februari 1969 (26 år)  |         |     | Ecuador   | Deportivo Quito   |
| 7  | MF   | Alex Aguinaga           | 9 juli 1968 (26 år)       |         |     | Mexiko    | Necaxa            |
| 8  | MF   | Juan Carlos Garay       | 15 september 1968 (26 år) |         |     | Ecuador   | LDU Quito         |
| 9  | A    | Eduardo Hurtado         | 12 januari 1969 (26 år)   |         |     | Ecuador   | Emelec            |
| 10 | MF   | Ivo Ron                 | 16 januari 1967 (28 år)   |         |     | Ecuador   | Emelec            |
| 11 | A    | Patricio Hurtado        | 6 juli 1974 (20 år)       |         |     | Ecuador   | LDU Quito         |
| 12 | MV   | Carlos Luis Morales     | 12 juni 1965 (30 år)      |         |     | Argentina | Independiente     |
| 13 | MF   | Nicolás Asencio         | 26 april 1975 (20 år)     |         |     | Ecuador   | Aucas             |
| 14 | F    | Raul Noriega            | 1 januari 1970 (25 år)    |         |     | Ecuador   | Barcelona         |
| 15 | F    | Dannes Coronel          | 24 maj 1963 (32 år)       |         |     | Ecuador   | Emelec            |
| 16 | F    | Holger Quiñonez         | 18 september 1962 (32 år) |         |     | Colombia  | Deportivo Pereira |
| 17 | A    | Energio Díaz            | 15 september 1969 (25 år) |         |     | Ecuador   | Deportivo Cuenca  |
| 18 | A    | Diego Herrera           | 29 april 1969 (26 år)     |         |     | Ecuador   | LDU Quito         |
| 19 | A    | Johnny Léon             | 18 maj 1969 (26 år)       |         |     | Ecuador   | Green Cross       |
| 20 | A    | José Marco Mora         | 28 augusti 1975 (19 år)   |         |     | Ecuador   | Barcelona         |
| 21 | MF   | Héctor Carabalí         | 15 februari 1972 (23 år)  |         |     | Ecuador   | Barcelona         |
| 22 | MV   | Jacinto Espinoza        | 24 november 1969 (25 år)  |         |     | Ecuador   | Emelec            |

### Peru
Förbundskapten:  Miguel Company
| Nr | Pos. | Namn                | Födelsedatum (ålder)      | Matcher | Mål |          | Klubb                     |
| -- | ---- | ------------------- | ------------------------- | ------- | --- | -------- | ------------------------- |
| 1  | MV   | Miguel Miranda      | 13 augusti 1966 (28 år)   |         |     | Peru     | Deportivo Sipesa          |
| 2  | F    | José Soto           | 11 januari 1970 (25 år)   |         |     | Peru     | Sporting Cristal          |
| 3  | F    | Martín García       | 4 juni 1970 (25 år)       |         |     | Peru     | Deportivo Sipesa          |
| 4  | F    | Percy Olivares      | 5 juni 1968 (27 år)       |         |     | Spanien  | CD Tenerife               |
| 5  | F    | Alfonso Dulanto     | 22 juli 1969 (25 år)      |         |     | Peru     | Universitario de Deportes |
| 6  | MF   | Jorge Soto          | 27 oktober 1971 (23 år)   |         |     | Peru     | Sporting Cristal          |
| 7  | A    | Ronald Pablo Baroni | 8 april 1968 (27 år)      |         |     | Portugal | FC Porto                  |
| 8  | MF   | José del Solar      | 27 november 1967 (27 år)  |         |     | Spanien  | CD Tenerife               |
| 9  | A    | Alberto Ramírez     | 5 november 1968 (26 år)   |         |     | Peru     | Deportivo Sipesa          |
| 10 | MF   | Roberto Palacios    | 28 december 1972 (22 år)  |         |     | Peru     | Sporting Cristal          |
| 11 | MF   | Germán Pinillos     | 6 april 1972 (23 år)      |         |     | Peru     | Sporting Cristal          |
| 12 | MV   | Martín Yupanqui     | 20 oktober 1962 (32 år)   |         |     | Peru     | Universitario de Deportes |
| 13 | F    | Juan Reynoso        | 28 december 1969 (25 år)  |         |     | Mexiko   | Cruz Azul                 |
| 14 | F    | Alexis Ubillús      | 30 december 1972 (22 år)  |         |     | Peru     | Universitario de Deportes |
| 15 | MF   | Nolberto Solano     | 12 december 1974 (20 år)  |         |     | Peru     | Sporting Cristal          |
| 16 | A    | Julio César Rivera  | 12 april 1968 (27 år)     |         |     | Peru     | Sporting Cristal          |
| 17 | MF   | Juan José Jayo      | 20 januari 1973 (22 år)   |         |     | Peru     | Alianza Lima              |
| 18 | A    | Alex Magallanes     | 1 mars 1974 (21 år)       |         |     | Peru     | Sporting Cristal          |
| 19 | MF   | Germán Carty        | 16 juli 1968 (26 år)      |         |     | Peru     | Universitario de Deportes |
| 20 | MF   | Martín Rodríguez    | 24 september 1968 (26 år) |         |     | Peru     | Universitario de Deportes |
| 21 | MV   | Rafael Quesada      | 16 augusti 1971 (23 år)   |         |     | Peru     | Ciclista Lima             |
| 22 | MF   | José Luis Carranza  | 8 januari 1964 (31 år)    |         |     | Peru     | Universitario de Deportes |

## Grupp C

### Argentina
Förbundskapten:  Daniel Passarella
| Nr | Pos. | Namn               | Födelsedatum (ålder)      | Matcher | Mål |           | Klubb                   |
| -- | ---- | ------------------ | ------------------------- | ------- | --- | --------- | ----------------------- |
| 1  | MV   | Hernán Cristante   | 16 september 1969 (25 år) |         |     | Argentina | Club Atlético Platense  |
| 2  | F    | Roberto Ayala      | 14 april 1973 (22 år)     |         |     | Italien   | Parma                   |
| 3  | F    | José Chamot        | 17 maj 1969 (26 år)       |         |     | Italien   | SS Lazio                |
| 4  | F    | Javier Zanetti     | 10 augusti 1973 (21 år)   |         |     | Italien   | Inter                   |
| 5  | MF   | Hugo Pérez         | 6 september 1968 (26 år)  |         |     | Spanien   | Sporting Gijón          |
| 6  | F    | Fernando Cáceres   | 7 februari 1969 (26 år)   |         |     | Spanien   | Real Zaragoza           |
| 7  | A    | Abel Balbo         | 1 juni 1966 (29 år)       |         |     | Italien   | AS Roma                 |
| 8  | MF   | Diego Simeone      | 28 april 1970 (25 år)     |         |     | Spanien   | Atlético Madrid         |
| 9  | A    | Gabriel Batistuta  | 1 februari 1969 (26 år)   |         |     | Italien   | Fiorentina              |
| 10 | MF   | Marcelo Gallardo   | 18 januari 1976 (19 år)   |         |     | Argentina | River Plate             |
| 11 | MF   | Sergio Berti       | 17 februari 1969 (26 år)  |         |     | Argentina | River Plate             |
| 12 | MV   | Carlos Bossio      | 1 december 1973 (21 år)   |         |     | Argentina | Estudiantes de La Plata |
| 13 | F    | Ricardo Altamirano | 12 december 1965 (29 år)  |         |     | Argentina | River Plate             |
| 14 | F    | Gabriel Schurrer   | 16 augusti 1971 (23 år)   |         |     | Argentina | Club Atlético Lanús     |
| 15 | F    | Néstor Fabbri      | 29 april 1968 (27 år)     |         |     | Argentina | Boca Juniors            |
| 16 | MF   | Leonardo Astrada   | 6 januari 1970 (25 år)    |         |     | Argentina | River Plate             |
| 17 | MF   | Marcelo Escudero   | 25 juli 1972 (22 år)      |         |     | Argentina | Newell's Old Boys       |
| 18 | MF   | Marcelo Espina     | 28 april 1967 (28 år)     |         |     | Chile     | Colo-Colo               |
| 19 | MF   | Ariel Ortega       | 4 mars 1974 (21 år)       |         |     | Argentina | River Plate             |
| 20 | A    | Alberto Acosta     | 23 augusti 1966 (28 år)   |         |     | Chile     | Universidad Católica    |
| 21 | MF   | Juan José Borrelli | 8 oktober 1970 (24 år)    |         |     | Grekland  | Panathinaikos           |
| 22 | MV   | Germán Burgos      | 16 april 1969 (26 år)     |         |     | Argentina | River Plate             |

### Bolivia
Förbundskapten:  Antonio López Habas
| Nr | Pos. | Namn                   | Födelsedatum (ålder)      | Matcher | Mål |           | Klubb                  |
| -- | ---- | ---------------------- | ------------------------- | ------- | --- | --------- | ---------------------- |
| 1  | MV   | Carlos Trucco          | 11 augusti 1957 (37 år)   |         |     | Mexiko    | CF Pachuca             |
| 2  | F    | Iván Sabino Castillo   | 11 juli 1970 (24 år)      |         |     | Bolivia   | Bolivar                |
| 3  | F    | Marco Sandy            | 29 augusti 1971 (23 år)   |         |     | Bolivia   | Bolivar                |
| 4  | F    | Miguel Rimba           | 1 november 1967 (27 år)   |         |     | Bolivia   | Bolivar                |
| 5  | F    | Juan Manuel Peña       | 17 januari 1973 (22 år)   |         |     | Colombia  | Independiente Santa Fe |
| 6  | MF   | Luis Cristaldo         | 31 augusti 1969 (25 år)   |         |     | Bolivia   | Bolivar                |
| 7  | A    | Demetrio Angola        | 22 juni 1965 (30 år)      |         |     | Bolivia   | Jorge Wilstermann      |
| 8  | MF   | José Melgar            | 20 september 1959 (35 år) |         |     | Bolivia   | Bolivar                |
| 9  | A    | Álvaro Peña            | 11 februari 1966 (29 år)  |         |     | Colombia  | Cortuluá               |
| 10 | A    | Marco Etcheverry       | 26 september 1970 (24 år) |         |     | Colombia  | América de Cali        |
| 11 | A    | Miguel Mercado         | 30 augusti 1975 (19 år)   |         |     | Bolivia   | Bolivar                |
| 12 | MV   | Marcelo Torrico        | 11 januari 1972 (23 år)   |         |     | Bolivia   | The Strongest          |
| 13 | F    | Óscar Carmelo Sánchez  | 16 juli 1971 (23 år)      |         |     | Bolivia   | The Strongest          |
| 14 | MF   | Mauricio Ramos         | 9 mars 1969 (26 år)       |         |     | Bolivia   | Bolivar                |
| 15 | F    | Gustavo Quinteros      | 15 februari 1965 (30 år)  |         |     | Argentina | San Lorenzo            |
| 16 | F    | Juan Carlos Ruiz       | 14 augusti 1968 (26 år)   |         |     | Bolivia   | Bolivar                |
| 17 | A    | Berthy Suárez          | 24 juni 1969 (26 år)      |         |     | Bolivia   | Guabirá                |
| 18 | MF   | Carlos Fernando Borja  | 25 december 1957 (37 år)  |         |     | Bolivia   | Bolivar                |
| 19 | MF   | Robert Arteaga         | 10 februari 1973 (22 år)  |         |     | Bolivia   | The Strongest          |
| 20 | A    | Julio César Baldivieso | 2 december 1971 (23 år)   |         |     | Argentina | CA Newell's Old Boys   |
| 21 | A    | Raúl Medeiros          | 2 februari 1975 (20 år)   |         |     | Sverige   | BK Häcken              |
| 22 | MV   | Mauricio Soria         | 1 juni 1966 (29 år)       |         |     | Bolivia   | Bolivar                |

### Chile
Förbundskapten:  Xabier Azkargorta
| Nr | Pos. | Namn                | Födelsedatum (ålder)      | Matcher | Mål |           | Klubb                |
| -- | ---- | ------------------- | ------------------------- | ------- | --- | --------- | -------------------- |
| 1  | MV   | Marcelo Ramírez     | 29 maj 1965 (30 år)       | 9       |     | Chile     | Colo-Colo            |
| 2  | F    | Gabriel Mendoza     | 22 maj 1968 (27 år)       | 28      |     | Chile     | Colo-Colo            |
| 3  | F    | Eduardo Vilches     | 21 april 1963 (32 år)     | 25      |     | Mexiko    | Necaxa               |
| 4  | F    | Javier Margas       | 10 maj 1969 (26 år)       | 24      |     | Chile     | Colo-Colo            |
| 5  | F    | Miguel Ramírez      | 11 juni 1970 (25 år)      | 28      |     | Chile     | Colo-Colo            |
| 6  | F    | Christian Castañeda | 18 september 1968 (26 år) | 6       |     | Chile     | Universidad de Chile |
| 7  | MF   | Esteban Valencia    | 8 januari 1974 (21 år)    | 10      |     | Chile     | Universidad de Chile |
| 8  | MF   | Patricio Mardones   | 17 juli 1962 (32 år)      | 28      |     | Chile     | Universidad de Chile |
| 9  | A    | Sebastián Rozental  | 1 september 1976 (18 år)  | 5       |     | Chile     | Universidad Católica |
| 10 | MF   | José Luis Sierra    | 5 december 1968 (26 år)   | 12      |     | Brasilien | São Paulo            |
| 11 | A    | Ivo Basay           | 13 april 1966 (29 år)     | 22      |     | Mexiko    | Necaxa               |
| 12 | MV   | Marco Cornez        | 15 oktober 1958 (36 år)   | 22      |     | Chile     | Everton              |
| 13 | MF   | Clarence Acuña      | 8 februari 1975 (20 år)   | 5       |     | Chile     | O'Higgins            |
| 14 | F    | Rodrigo Pérez       | 19 augusti 1973 (21 år)   | 4       |     | Chile     | O'Higgins            |
| 15 | MF   | Fabián Estay        | 5 oktober 1968 (26 år)    | 33      |     | Chile     | Colo-Colo            |
| 16 | F    | Ronald Fuentes      | 22 juni 1969 (26 år)      | 14      |     | Chile     | Universidad de Chile |
| 17 | MF   | Nelson Parraguez    | 5 april 1971 (24 år)      | 16      |     | Chile     | Universidad Católica |
| 18 | MF   | Pablo Galdames      | 26 juni 1974 (21 år)      | 4       |     | Chile     | Unión Española       |
| 19 | MF   | Fabián Guevara      | 22 juni 1968 (27 år)      | 19      |     | Mexiko    | Monterrey            |
| 20 | A    | Rodrigo Barrera     | 30 mars 1970 (25 år)      | 10      |     | Chile     | Universidad Católica |
| 21 | A    | Rodrigo Ruiz        | 10 maj 1972 (23 år)       | 3       |     | Mexiko    | Puebla FC            |
| 22 | A    | Marcelo Salas       | 24 december 1974 (20 år)  | 11      |     | Chile     | Universidad de Chile |

### USA
Förbundskapten:  Steve Sampson
| Nr | Pos. | Namn            | Födelsedatum (ålder)      | Matcher | Mål |               | Klubb              |
| -- | ---- | --------------- | ------------------------- | ------- | --- | ------------- | ------------------ |
| 1  | MV   | Brad Friedel    | 18 maj 1971 (24 år)       |         |     | Danmark       | Brøndby IF         |
| 2  | F    | Mike Lapper     | 28 augusti 1970 (24 år)   |         |     | Tyskland      | VfL Wolfsburg      |
| 3  | F    | Gregg Berhalter | 1 augusti 1973 (21 år)    |         |     | Nederländerna | FC Zwolle          |
| 4  | MF   | Mike Burns      | 14 september 1970 (24 år) |         |     | Danmark       | Viborg FF          |
| 5  | MF   | Thomas Dooley   | 12 maj 1970 (25 år)       |         |     | Tyskland      | Bayer Leverkusen   |
| 6  | MF   | John Harkes     | 6 mars 1967 (28 år)       |         |     | England       | Derby County       |
| 7  | A    | Joe-Max Moore   | 23 februari 1971 (24 år)  |         |     | Tyskland      | FC Saarbrücken     |
| 8  | A    | Earnie Stewart  | 28 mars 1969 (26 år)      |         |     | Nederländerna | Willem II Tilburg  |
| 9  | MF   | Tab Ramos       | 21 september 1966 (28 år) |         |     | Mexiko        | Tigres UANL        |
| 10 | MF   | Mike Sorber     | 14 maj 1971 (24 år)       |         |     | Mexiko        | UNAM Pumas         |
| 11 | A    | Eric Wynalda    | 9 juni 1969 (26 år)       |         |     | Tyskland      | VfL Bochum         |
| 12 | MV   | Juergen Sommer  | 27 februari 1969 (26 år)  |         |     | England       | Luton Town         |
| 13 | A    | Cobi Jones      | 16 juni 1970 (25 år)      |         |     | England       | Coventry City      |
| 14 | MF   | Frank Klopas    | 1 september 1966 (28 år)  |         |     | Grekland      | Apollon Athinon    |
| 15 | F    | Brian Bliss     | 28 september 1965 (29 år) |         |     | Tyskland      | FC Carl Zeiss Jena |
| 16 | MF   | Jovan Kirovski  | 18 mars 1976 (19 år)      |         |     | England       | Manchester United  |
| 17 | MF   | Marcelo Balboa  | 8 augusti 1967 (27 år)    |         |     | Mexiko        | Club León          |
| 18 | MV   | Kasey Keller    | 29 november 1969 (25 år)  |         |     | England       | Millwall FC        |
| 19 | A    | John Kerr       | 6 mars 1965 (30 år)       |         |     | England       | Millwall FC        |
| 20 | F    | Paul Caligiuri  | 9 maj 1964 (31 år)        |         |     | Tyskland      | SC Freiburg        |
| 21 | MF   | Claudio Reyna   | 20 juli 1973 (21 år)      |         |     | Tyskland      | Bayer Leverkusen   |
| 22 | F    | Alexi Lalas     | 1 juni 1970 (25 år)       |         |     | Italien       | Calcio Padova      |

### Webbkällor
- RSSSF-arkiv